# Сонцов-Засекин, Андрей Михайлович
Князь Андрей Михайлович Сонцов-Засекин (ум. ок. 1670) — патриарший стольник, царский стольник, голова, воевода и судья Судного московского приказа во времена правления Михаила Фёдоровича и Алексея Михайловича.
Из княжеского рода Сонцовы-Засекина. Старший сын князя Михаила Ивановича Сонцова-Засекина. Имел младшего брата, стольника и князя Юрия Михайловича Сонцова-Засекина.

## Биография
Впервые упоминается в 1627 году, когда 2 февраля был пожалован в стольники к патриарху московскому и всея Руси Филарету Никитичу.
В 1634 году, после смерти патриарха Филарета, князь А. М. Сонцов-Засекин пожалован в царские стольники и в том же году участвовал в Смоленской войне с Речью Посполитою, находясь под командованием князя Дмитрия Мамстрюковича Черкасского в Можайске. В этой войне против поляков также принимал участие и другой представитель рода Сонцовых-Засекиных — князь Андрей Иванович. В 1642 году находился в полку князя Трубецкого в Туле, но в какой должности не показан.
В 1645 году, по смерти царя Михаила Фёдоровича, князь Андрей Михайлович Сонцов-Засекин послан в Переяславль-Залесский, Ростов, Ярославль, Кострому, на Двину, в Холмогоры и во все поморские города приводить население к присяге новому царю Алексею Михайловичу.
В 1646-1647 годах воевода в полках бояр князей Фёдора Никитича Одоевского и Алексея Никитича Трубецкого в южных землях, за данную службу пожалован придачей к поместному окладу земли 100 четвертей земли и денежной в 5 рублей.
В 1647-1649 годах воевода в Рыльске. В мае 1650 года послан в Переяславль-Рязанский на обычное в то время дежурство на случай возможного очередного вторжения из Крыма, где и пробыл до сентября 1653 года.
В мае 1654 года состоял четырнадцатым есаулом и головой сотни дворян во время похода на Литву в ходе русско-польской войны 1654—1667 гг.. В 1655 году вновь принимал участие в польских походах царя в чине четырнадцатого есаула и седьмым головою. В июне 1656 года упомянут в походе из Смоленска под Ригу против шведского короля, в шестой сотне московских дворян в Государевом полку. В январе 1657 года получил в награду за службу 31 рубль придачи к денежному окладу и поместному окладу 360 четвертей земли (весьма значительное по тем временам поощрение).
В феврале 1657 года отправлен вторым полковым и осадным воеводой в Великий Новгород при боярине князе Григории Семёновиче Куракине, где пробыл до 1659 года. В 1658 году местничал с князем Григорием Семёновичем Куракиным.
В мае 1660 года находился в Москве и упомянут пятым за государевым столом для ношения пития грузинскому царевичу Николаю в Грановитой палате. В 1661 году он вновь получил прибавку к денежному довольствию в 11 рублей и поместного оклада 90 четвертей земли. 18 апреля 1661 года отправлен воеводой в Нижний Новгород, где находился до 1662 года.
В 1665 году назначен судьей в Судном-Московском приказе, где и пробыл до самой кончины. В декабре 1667 года обедал у патриарха в Столовой палате. В 1669 году дневал и ночевал при гробе царевича Симеона Алексеевича, умершего в четырёхлетнем возрасте.
Умер в 1670 году, о чём записано в Боярской книге.

## Семья
От брака с неизвестной имел детей:
- Князь Сонцов-Засекин Василий Андреевич — жилец, стряпчий (1653), стольник (1653), завоеводчик (1668-1669), воевода в Брянске (1670).
- Князь Сонцов-Засекин Иван Андреевич — жилец, стряпчий (1653), стольник (1654).
- Князь Сонцов-Засекин Борис Андреевич — жилец, стряпчий (1666), стольник (1669), второй воевода в Тобольске (1686), завоеводчик (1687).
- Князь Сонцов-Засекин Пётр Андреевич — стряпчий (1676), стольник (1682).
- Князь Сонцов-Засекин Афанасий Андреевич — стряпчий (1675), стольник (1676), женат на Анне Артемьевне Ртищевой.

## Критика
В «Русском биографическом словаре» под редакцией Половцова Е. Лихач в своей статье «Сонцовы-Засекины» утверждает, что князь Андрей Михайлович Сонцов-Засекин умер в 1670 году, эта же дата смерти указана и в Энциклопедическом словаре Брокгауза и Ефрона. Однако в другом томе «РБСП» В. Корсакова в статье «Засекин, Андрей Михайлович» пишет, что в 1671 году князь «смотрел» за царским обедом «в кривой стол».